# Фроман-Мёрис, Марк
Марк Фрома́н-Мёри́с (фр. Marc Froment-Meurice; род. 30 октября 1953, Токио) — современный французский писатель и философ.

## Биография
Родился в Токио 30 октября 1953 года в семье французского дипломата Анри Фромана-Мёриса и выпускницы Национальной школы администрирования (ENA). Большую часть образования получил за границей, в частности в СССР и Египте, окончил образование в Париже в лицее Луи-Ле-Грана в 1968 году, затем в лицее Пастера в Нёйи-сюр-Сен, где в 1970 году получил степень бакалавра философии. Он обучался под руководством Франсуа Федье и Жана Бофре в лицее Кондорсе. Он также работал в кино с режиссёрами Жан-Пьером Моки и Филиппом Аттюэлем (фр. Philippe Attuel). Фроман-Мёрис имеет магистерский диплом (диплом углублённого изучения, D.E.A) и докторскую степень Венсенского университета (в настоящее время — Университет Париж VIII), которую он получил под руководством Даниэля Шарля (фр. Daniel Charles). Его диссертация посвящена работам Джона Кейджа и Мартина Хайдеггера и была защищена 24 октября 1979 года в Нантере в присутствии Кейджа. В 1992 году Фроман-Мёрис получил также вторую докторскую степень (фр. doctorat d'État) (являющуюся французским аналогом степени доктора наук в СССР) в Университете Ниццы. 
С 1980 по 1983 год он работал в Национальном центре кинематографии (CNC) на государственную кинокомиссию (фр. Commission d’Avances sur Recettes) и в Национальном аудиовизуальном институте (INA) в радиоархивах. С 1980 по 1989 годы он также работал рецензентом в издательстве «Галлимар». В последующие годы Фроман-Мёрис уехал в США, где работал в качестве приглашённого профессора в ряде университетов. Фроман-Мёрис является членом Международного колледжа философии. В настоящее время (с 1996 года) является профессором французской литературы и философии в университете Вандербильта.
Состоит в третьем браке. Имеет трёх дочерей. Проживает в США, оставаясь гражданином Франции.

### Комментарии
- Sartre et l’existentialisme, Nathan, 1984.
- Heidegger. Qu’est-ce que la méthaphysique?, Nathan, 1985, 1999 pour la nouvelle édition.

### Переводы и презентации
- Rodolphe Gasché, Le Tain du miroir. Derrida et la philosophie de la réflexion, Galilée, 1995.
- Werner Hamacher, Pleroma. Dialecture de Hegel, Galilée, 1996.